# Fuleco

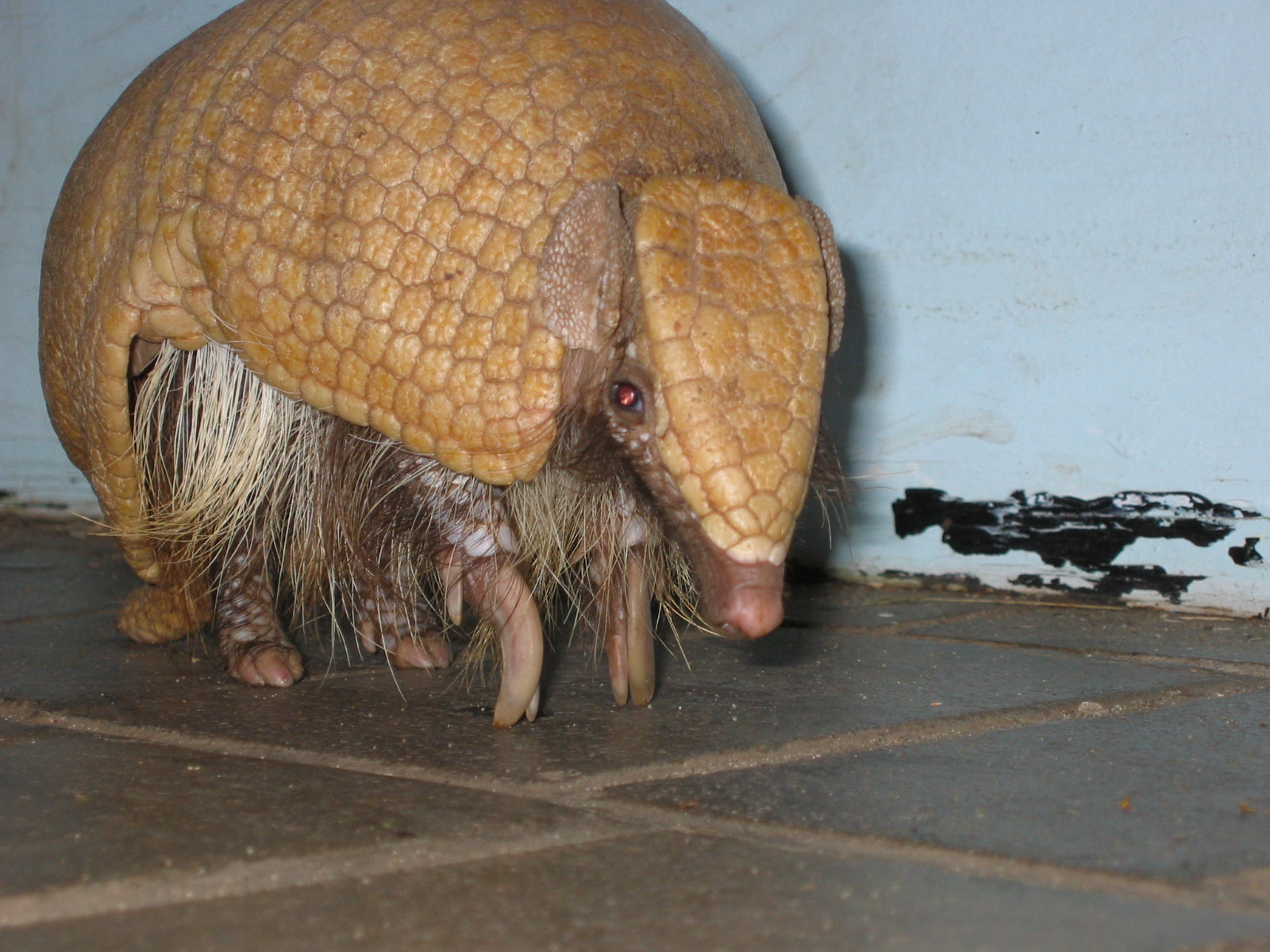
Tolypeutes tricinctus, loài thú có mai được chọn làm hình ảnh linh vật 2014

Chú tatu Fuleco là linh vật chính thức của World Cup 2014, được ban tổ chức World Cup 2014 tại Brasil chính thức giới thiệu vào ngày 25 tháng 11 năm 2012. Fuleco là thú có mai ba dải, một loài có nguồn gốc ở Brazil và được xếp vào loài dễ bị tổn thương trong Sách đỏ IUCN. Fuleco là một từ ghép của các từ Futebol (Bóng đá) và Ecologia (Sinh thái). Tên Fuleco đã được chọn bởi hơn 1,7 triệu người hâm mộ bóng đá, nhiều hơn các tên như Amijubi (ghép từ Amizade - Tình bạn và Jubilo - Niềm vui) và Zuzeco (ghép từ Azul - Xanh và Ecologia - Sinh thái). Linh vật mang thông điệp các vấn đề về môi trường, sinh thái và thể thao đã trở nên phổ biến đối với các đội bóng đá trên toàn thế giới.
Ngày sinh của Fuleco trùng với ngày Thanh niên ở Brazil. Còn năm 1994 đánh dấu cuộc bầu cử không phân biệt chủng tộc đầu tiên ở quốc gia này. IOL thuộc thành phố São Paulo là tác giả thiết kế linh vật.
Khẩu hiệu chính thức của Fuleco là: "Lối chơi của Fuleco là lối chơi Fair Play. - Fuleco's game is Fair Play." Khẩu hiệu xuất hiện trên những bảng quảng cáo điện tử của FIFA Confederations Cup 2013 & World Cup 2014.